# Sericostoma cianficconiae
Sericostoma cianficconiae là một loài Trichoptera trong họ Sericostomatidae. Chúng phân bố ở miền Cổ bắc.